# Drepanulatrix secundaria
Drepanulatrix secundaria là một loài bướm đêm trong họ Geometridae.